# Archail
Archail ist eine französische Gemeinde  mit 14 Einwohnern (Stand 1. Januar 2022) im Département Alpes-de-Haute-Provence in der Region Provence-Alpes-Côte d’Azur. Sie gehört zum Kanton Seyne im Arrondissement Digne-les-Bains. Die Bewohner nennen sich die Archailois. Die Gemeinde grenzt im Norden an Draix, im Osten an Tartonne, im Süden an Digne-les-Bains und im Westen an Marcoux.
Der Dorfkern liegt auf 920 m.

## Bevölkerungsentwicklung
| Jahr      | 1962 | 1968 | 1975 | 1982 | 1990 | 1999 | 2008 | 2016 |
| --------- | ---- | ---- | ---- | ---- | ---- | ---- | ---- | ---- |
| Einwohner | 18   | 18   | 11   | 10   | 6    | 7    | 11   | 15   |